# Doktor Quinn
Doktor Quinn (originaltitel: Dr. Quinn, Medicine Woman) är en amerikansk TV-serie som sändes åren 1993-1998 (och två tv-filmer) om den kvinnliga läkaren Michaela "Dr. Mike" Quinn, spelad av Jane Seymour.
Serien utspelar sig under 1860-talet och Dr Michaela Quinn har precis flyttat från storstaden Boston till den lilla westernstaden vid namn Colorado Springs, Colorado där hon fått anställning. Det visar sig dock att ett missförstånd lett till att stadens råd förväntat sig en manlig doktor och hon får en svår start i sin nya stad.
Där händer alltid något nytt, och plötsligt dör en mor till tre barn, Charlotte Cooper, och vårdnaden om barnen ges till Dr. Quinn som inte har någon tidigare erfarenhet av barn (Charlotte och Mike hade känt varann sen tidigare). Det blir en kamp för Mike tills hon träffar den stilige Byron Sully, spelad av Joe Lando som kommer att finnas till hand under alla situationer. Sullys kontakter med Cheyennerindianstammen får Dr Mike att hamna i oväntade och farliga situationer.
Dr Mike och Sully samt de tre barnen Colleen, Brian och Matthew får kämpa för gott och ont.

## Medverkande (urval)
- Jane Seymour - Dr Michaela Quinn
- Joe Lando - Byron Sully
- Erika Flores - Colleen Cooper (till mitten av säsong 3)
- Jessica Bowman - Colleen Cooper (från mitten av säsong 3–6)
- Chad Allen - Matthew Cooper
- Shawn Toovey - Brian Cooper

### Biroller
- Orson Bean –  Loren Bray
- Jim Knobeloch –  Jake Slicker
- Frank Collison –  Horace Bing
- William Shockley –  Hank Lawson
- Geoffrey Lower –  Rev. Timothy Johnson
- Henry G. Sanders –  Robert E.
- Nick Ramus – Chief Black Kettle
- Larry Sellers –  Cloud Dancing
- Jonelle Allen –  Grace
- Heidi Kozak – Emily Donovan (säsong 1)
- Gail Strickland – Ms. Olive Davis, Lorens syster (säsong 1)
- Jennifer Youngs –  Ingrid (säsong 1–4)
- Helene Udy –  Myra Bing (säsong 1–4)
- Haylie Johnson –  Becky Bonner (säsong 1–6)
- Barbara Babcock –  Dorothy Jennings (säsong 2–6)
- Georgann Johnson – Elizabeth Quinn (säsong 2–6)
- Alley Mills – Marjorie Quinn (säsong 2–6)
- Elinor Donahue – Rebecka Quinn Dickinson (säsong 2–6)
- Charlotte Chatton – Emma (säsong 4–5)
- Michelle Bonilla –  Teresa Morales (säsong 5)
- Brandon Douglas –  Dr. Andrew Cook (säsong 4–6)
- Jason Leland Adams –  George Armstrong Custer (säsong 3), Preston A. Lodge III (säsong 4–6)
- Alex Meneses –  Teresa Morales Slicker (säsong 6)
- John Schneider –  Daniel Simon (säsong 5–6)
- Brenden Jefferson – Anthony (säsong 4)
- Brandon Hammond – Anthony (säsong 5–6)